# Лоффлер, Пит
Питер Леффлер (англ. Peter Loeffler; род. 19 октября 1976, Грейслейк, штат Иллинойс) — американский певец, автор песен и музыкант. Он является ведущим вокалистом, гитаристом и автором песен рок-группы Chevelle вместе со своим братом, барабанщиком Сэмом Леффлером, которые являются единственными постоянными участниками группы.
Пит, Сэм и басист Джо Лоффлер сформировали Chevelle в 1995 году. Джо покинул группу в 2005 году, позже его заменил их шурин Дин Бернардини.
По состоянию на февраль 2024 года Chevelle выпустила девять студийных альбомов.

## Ранние годы
Лоффлер начал заниматься музыкой, когда в возрасте семи лет начал брать уроки игры на фортепиано в своей семье.

## Музыкальная карьера
Пит и два его брата основали группу Chevelle в 1995 году. Название группы произошло от страсти участников к быстрым автомобилям. Им также нравился автомобиль Chevrolet Chevelle, который нравился их отцу. Они выпустили свой первый альбом Point #1 в 1999 году. Позже они подписали 20-летний контракт с Epic Records. С тех пор они выпустили девять студийных альбомов на лейбле Epic. 8 октября 2012 года во время выступления в Тусоне, штат Аризона, Лоффлер упал со сцены, повредив колено и получив отёк. После короткого перерыва выступление продолжилось, и позже Пит отправился в больницу, где выяснилось, что он не сломал ни одной кости. В интервью Loudwire от 17 марта 2021 года Лоффлер заявил, что, несмотря на то, что группа продала более шести миллионов альбомов, они не получили за это никаких денег. Все деньги ушли обратно в Epic. Он винит в этом подписание неудачного контракта в начале своей карьеры. Их десятый альбом, выход которого ожидается в 2025 году, не будет выпущен этим лейблом.

## Оборудование
С начала своей карьеры и до середины 2014 года Лёффлер играл на гитарах фирмы PRS, две из которых были изготовлены специально для него. Он также играет на двух PRS Custom 22, одной красной (которую можно увидеть в клипе на песню «Send the Pain below») и одной белой Custom 24 (его основная концертная гитара), а также на двух баритонах Custom 24 (один из которых — баритон с красными «X» на грифе в качестве инкрустации, а другой — с золотой верхней декой). У Пита также есть Fender Stratocaster Sub-Sonic Baritones, но две из них были украдены вместе с остальным оборудованием группы 9 мая 2007 года. На более ранних концертах (до выхода мини-альбома группы) Пит играл на синей Ibanez RG и других гитарах. Сообщается, что Пит также использовал Gibson Les Paul для некоторых партий в альбоме 2011 года Hats off to the Bull. В последнее время Лоффлер переключился на гитары Fender и берёт с собой в дорогу один из своих Stratocaster Sub-Sonic, а также модифицированный Stratocaster Джима Рута.
По состоянию на 2014 год, его педальная доска в настоящее время состоит из этих педалей эффектов:
- Boss GE-7 Equalizer
- Boss TR-2 Tremolo
- Dunlop Cry Baby Wah
- Electro-Harmonix Holy Grail Reverb
- G-Lab True Bypass Wah Pad
- MXR Phase 90
- Peterson StroboStomp 2 Tuner
- Tech 21 SansAmp GT2
- Voodoo Lab Pedal Power 2 Plus

## Стиль
Вокальный стиль Пита Лоффлера сравнивали с Мэйнардом Джеймсом Кинаном из Tool. В интервью журналу Ultimate Guitar об их четвёртом студийном альбоме Vena Sera Лоффлер рассказал о своём вокальном стиле: 

В этом альбоме также есть скриминг. Думаю, я сосредоточусь на немного большем количестве пения. Обычно крики следует воспроизводить в определённых ключевых моментах песни. Вы знаете, мы не скримо-группа. Мы не метал-группа. Это не должно быть в центре внимания. Это должен быть релиз. Я думаю, что я просто попытался поместить это туда, где это необходимо, и не переусердствовать с этим.
Девятый студийный альбом группы NIRATIAS сбалансировал мелодичный и агрессивный стиль группы. Лоффлер сравнил его с более мелодичными альбомами группы, такими как Hats Off to the Bull и Wonder What's Next, в отличие от более тяжёлого звучания The North Corridor.

## Дискография
Студийные альбомы
- Point #1 (1999 г.)
- Wonder What's Next (2002 г.)
- This Type of Thinking (Could Do Us In) (2004 г.)
- Vena Sera (2007 г.)
- Sci-Fi Crimes (2009 г.)
- Hats Off to the Bull (2011 г.)
- La Gárgola (2014 г.)
- The North Corridor (2016 г.)
- NIRATIAS (2021 г.)